# 香水 (仏教)
香水（こうずい）は、寺院や仏壇において、仏に捧げられるものの一つであり、多くは金銅製の瓶に入れて、もっとも仏の近くにまつられる。
しばしば閼伽と混同されるが、単なる水ではなく、樒という照葉樹の一枝を刺すことによって水が香水となることを、鑑真によって伝えられた。
平安時代以降の仏画制作時に、高僧などが香水で仏を描いて紙や絹本を清める「御衣絹（みそぎぬ）加持」という儀式が行われていた。